# 第71回高松宮記念杯競輪
第71回高松宮記念杯競輪は、2020年6月18日から21日まで、和歌山競輪場にて開催された、競輪のGI競走である。優勝賞金2,940万円（副賞含む）。

## 決勝戦

### 競走成績
- 6月21日（日）第12レース[2][3][4][5][6]
- 誘導員…西岡正一（和歌山）[7][8]

| 着 | 番 | 選手名     | 齢 | 府県 | 期別 | 級班 | 着差  | 上り | 決ま り手 | S/J H/B | 個人 状況 |
| -- | -- | ---------- | -- | ---- | ---- | ---- | ----- | ---- | --------- | ------- | --------- |
| 1  | 2  | 脇本雄太   | 31 | 福井 | 94   | SS   |       | 11.3 | 逃げ      | HB      |           |
| 2  | 9  | 和田健太郎 | 39 | 千葉 | 87   | S1   | 1/2身 | 11.1 | 差し      |         |           |
| 3  | 3  | 松浦悠士   | 29 | 広島 | 98   | SS   | 1/2輪 | 11.2 |           |         |           |
|    |    |            |    |      |      |      |       |      |           |         |           |
| 4  | 1  | 佐藤慎太郎 | 43 | 福島 | 78   | SS   | 1/4輪 | 10.9 |           | S       |           |
| 5  | 4  | 稲川翔     | 35 | 大阪 | 90   | S2   | 1身   | 11.3 |           |         | 重注 斜行 |
| 6  | 5  | 平原康多   | 38 | 埼玉 | 87   | SS   | 微差  | 11.2 |           |         |           |
| 7  | 6  | 芦澤辰弘   | 31 | 茨城 | 95   | S1   | 1/2輪 | 10.8 |           |         |           |
| 8  | 7  | 新田祐大   | 34 | 福島 | 90   | SS   | 1/2身 | 11.1 |           | J       |           |
| 9  | 8  | 稲垣裕之   | 42 | 京都 | 86   | S1   | 4身   | 11.6 |           |         |           |

#### 払戻金
- 上段：複式、下段：単式

| 2枠連    | 2枠連       | 2車連       | 2車連       | 3連勝       | 3連勝        | ワイド          | ワイド                           |
| 48,835票 | 48,835票    | 125,666票   | 125,666票   | 635,061票   | 635,061票    | 63,590票        | 63,590票                         |
|          |             |             |             |             |              |                 |                                  |
| 2=6      | 950円 (4)   | 2=9         | 1,470円 (5) | 2=3=9       | 1,090円0 (3) | 2=9 2=3 3=9     | 440円0 (5) 220円0 (1) 650円 (10) |
| 2-6      | 1,100円 (4) | 2-9         | 1,800円 (7) | 2-9-3       | 4,740円 (13) | 2=9 2=3 3=9     | 440円0 (5) 220円0 (1) 650円 (10) |
|          |             |             |             |             |              |                 |                                  |
| 80,508票 | 80,508票    | 1,132,902票 | 1,132,902票 | 8,709,940票 | 8,709,940票  | 計 10,796,502票 | 計 10,796,502票                  |

## 特記事項
- 和歌山競輪場での開催は、今回が初めて。また、和歌山としても初のGI開催となった。
  - 高松宮記念杯競輪は持ち回り開催となって以降、岸和田が積極的に誘致しており岸和田で多く開催されているが、同競輪場は今回の開催期間中は改修工事により本場開催を休止中であったため、2019年3月の競輪最高会議で今回の開催地は和歌山と決定された[11]（なお、次回以降は再び岸和田で開催されている）。

- GIレースとしては史上初となる、本場無観客で開催された[12][13]（新型コロナウイルスに伴う影響）。

- 地上波の決勝戦中継は「坂上忍の勝たせてあげたいTV 第71回高松宮記念杯競輪（GI）決勝戦」《日本テレビ系列全国ネット》[14][15][注 1]。

- 表彰式は通常バンク内で行われるが、今回はメインスタンド1F第2投票所で行われた。

- 開催期間中は、競輪場・場外によっては観客を入れての営業を再開していないところもあったため、場外発売が開催途中からとなったり、関東では一切行われなかったところもあった。そのため、シリーズ全体での目標額は60億円[16]と控えめにされた[17][18]。

- シリーズ四日間の総売上額は、70億5905万0100円[19][17]。今年も高松宮記念杯競輪の売上ワーストを大幅に更新したが、和歌山本場が無観客であったなどの要因を考慮すれば、健闘した方であった[18]。

### 競走データ
- 今回不出場となった神山雄一郎は、大会連続出場記録が26で止まった[20]。

- S級S班（9選手）からは5名が決勝進出を果たした（そのうち開催直前に2021年に行われる予定の2020年東京オリンピックの中で行われる2020年東京オリンピックの自転車競技の日本代表に選出された脇本雄太と新田祐大は、5月の日本選手権が中止になった事もありこの年初戦となった）。

- 準決勝4個レース（東2・西2）のうち、3着で決勝に進んだのは和田健太郎。

- GI初優出の選手は、芦澤辰弘のみ。昨年大会に続いて決勝入りしたのは、脇本と平原康多と新田。

- 優勝した脇本は、1996年・1997年の吉岡稔真以来23年ぶり11人目の完全優勝を達成した[21][22]。